# Lubrzański Szlak Kajakowy
Lubrzański Szlak Kajakowy – szlak kajakowy w woj. lubuskim, w powiecie świebodzińskim, w gminie Lubrza, liczący 15 km długości, przebiegający z Lubrzy do Gościkowa.
Zawiera wszelkie elementy kajakarstwa śródlądowego. Wiedzie rzekami Rakownik i Paklicą oraz jeziorami: Lubrza, Paklicko Wielkie i Rudny Staw, przez Rezerwat Dębowy Ostrów koło Nowego Dworku (gdzie można spotkać zwierzęta takie jak: łabędź, perkoz dwuczuby, czapla siwa, bielik, zimorodek, bóbr), a także w pobliżu obiektów historycznych: zespołu klasztornego opactwa cysterskiego w Gościkowie (Paradyżu) i urządzeń hydrotechnicznych Międzyrzeckiego Rejonu Umocnionego.